# Scream Aim Fire: Live at London Alexandria
Scream Aim Fire: Live at London Alexandria è il secondo DVD live della band metalcore Bullet for My Valentine. È uscito il primo maggio 2009 sul marketplace di Xbox Live per un tempo limitato.

## Tracce
1. Intro
2. Scream Aim Fire
3. Take It Out on Me
4. The Poison
5. All These Things I Hate (Revolve Around Me)
6. 4 Words (To Choke Upon)
7. Hand of Blood
8. Say Goodnight
9. Eye of the Storm
10. Tears Don't Fall
11. Spit You Out
12. Hearts Burst into Fire
13. Waking the Demon
14. Forever and Always

## Formazione
- Matthew Tuck - voce, chitarra
- Jason James - voce, basso
- Michael Paget - chitarra
- Michael Thomas - batteria